# Вествил (Охајо)
Вествил (енгл. Westerville) град је у америчкој савезној држави Охајо.

## Демографија
По попису из 2010. године број становника је 36.120, што је 802 (2,3%) становника више него 2000. године.
| Група             | 2000.          | 2010.          |
| Белци             | 32.803 (92,9%) | 31.540 (87,3%) |
| Афроамериканци    | 1.131 (3,2%)   | 2.300 (6,4%)   |
| Азијати           | 549 (1,6%)     | 827 (2,3%)     |
| Хиспаноамериканци | 379 (1,1%)     | 698 (1,9%)     |
| Укупно            | 35.318         | 36.120         |